# Alexandru Munteanu (fotbalist)
Alexandru Munteanu (n. 1 ianuarie 1988, Mediaș, Sibiu, România) este un fotbalist român, care joacă pe post de mijlocaș la Ghiroda/Giarmata Vii în Liga a III-a.